# Superstrada S11
La superstrada S11 (in polacco Droga ekspresowa S11) è una superstrada polacca che attraversa il Paese da nord a sud, da  Kołobrzeg passando per Koszalin, Piła e Poznań fino a Piekary Śląskie (a nord di Katowice). La lunghezza totale prevista è di circa 556,5 km.